# Slobodan Galogaza
Slobodan Galogaza (Sarajevo, 1918 – Belgrado, 1984) è stato un poeta serbo.
Dalla sua opera Alla soglia della mezzanotte (1962) traspare un fascino immenso per il mistero della vita.